# مولابخش بازار
مولابخش بازار (بالفارسية: مولابخش بازار) هي قرية تقع في منطقة بولان في إيران. يقدر عدد سكانها بـ 417 نسمة بحسب إحصاء 2016.